# Тулишкув
Тулишкув (пол. Tuliszków)  —  город  в Польше, входит в Великопольское воеводство,  Турекский повят.  Имеет статус городско-сельской гмины. Занимает площадь 7,04 км². Население — 3406 человек (на 2004 год).